# Alceste (Lully)

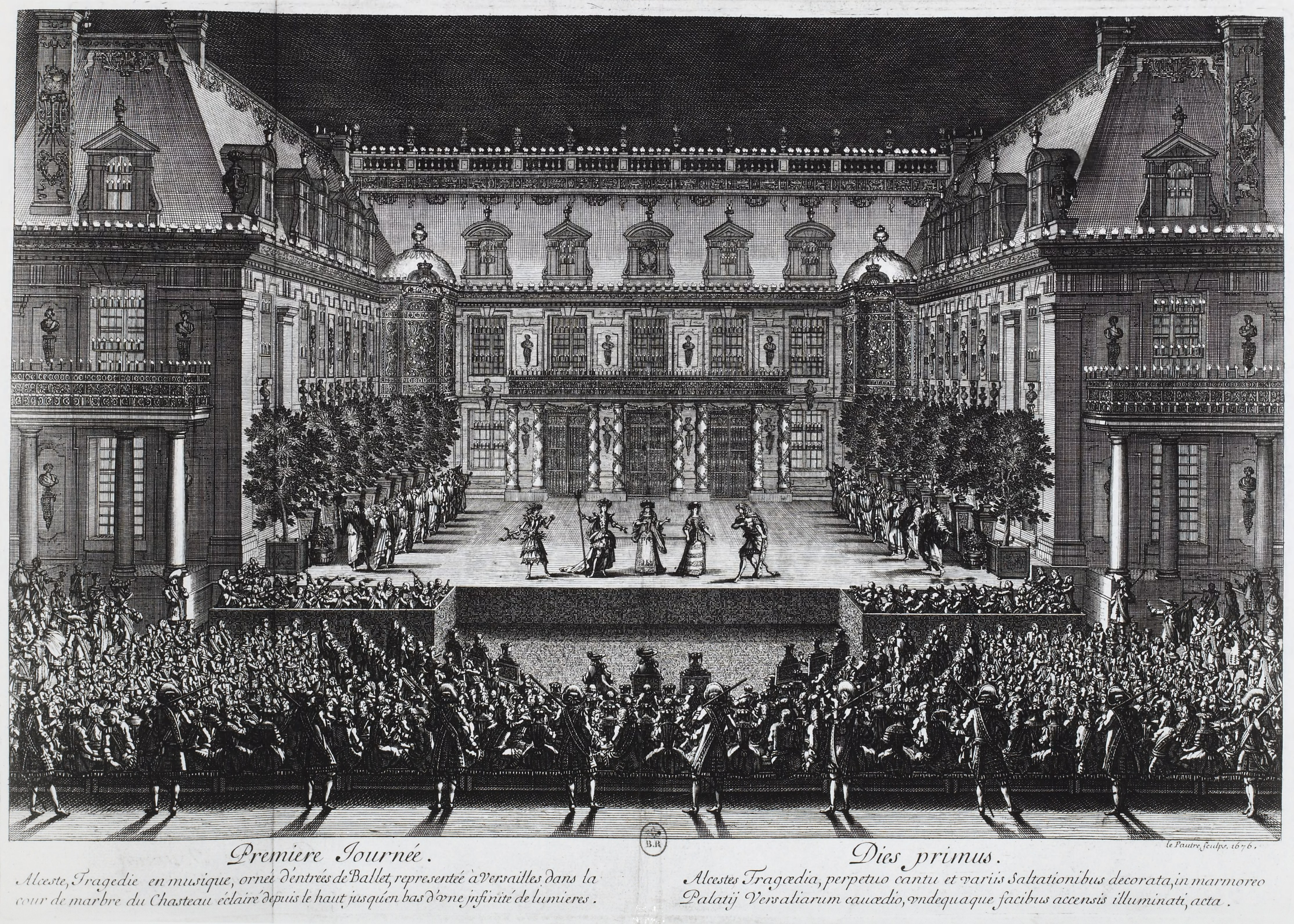
Opvoering van Alceste in de Cour de Marbre, 4 juli 1674

Alceste is een opera geschreven door Jean-Baptiste Lully. Het werd voor het eerst uitgevoerd in 1674. De opera werd in datzelfde jaar ook uitgevoerd voor Lodewijk XIV in Versailles.
Het is gebaseerd op de mythe van Alkestis (zoals vervat in de tragedie van Euripides), over een koningin die haar leven geeft, opdat haar mans levensbedreigende ziekte kan worden genezen.
Het is een werk dat behoort tot de tragédie lyrique, en is geschreven in de hoog-Barok. Het werk hielp om acceptatie voor Franstalige opera te winnen. 